# Privatstraße

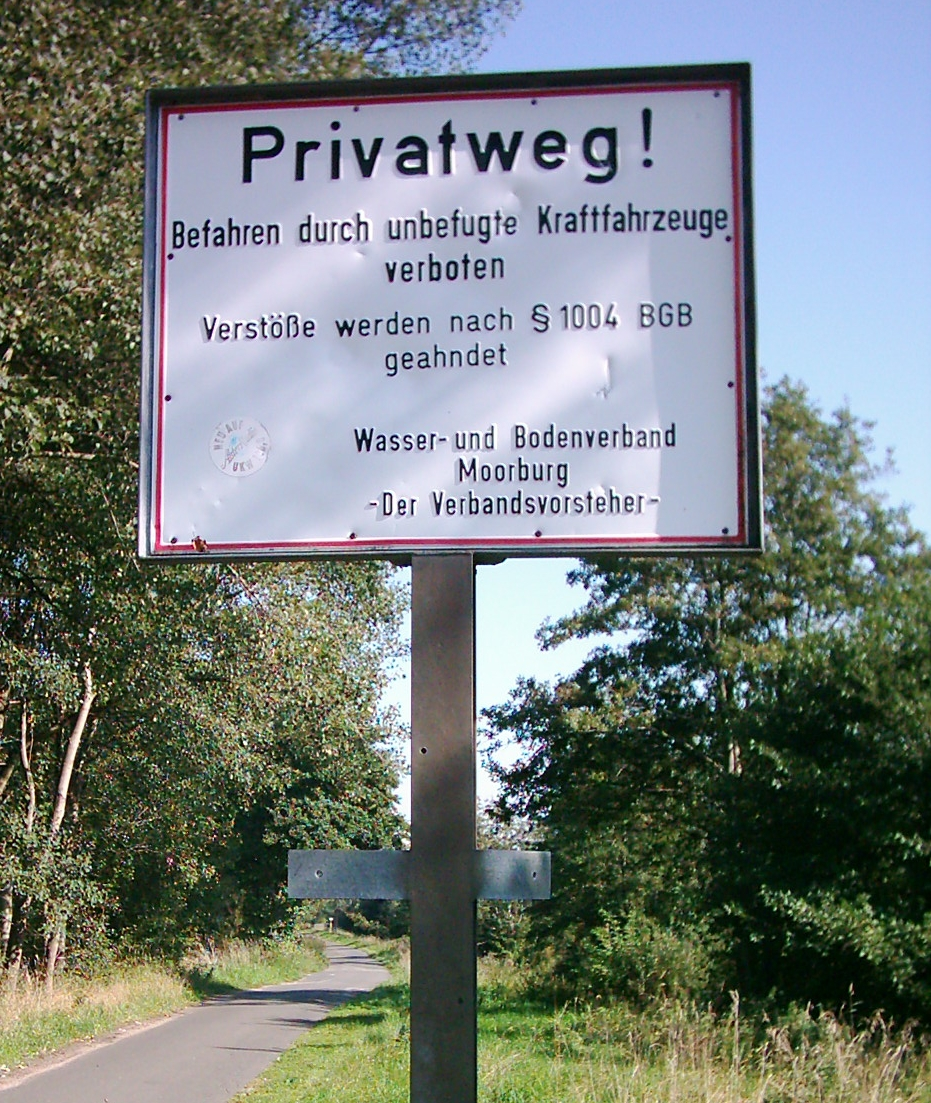
Hinweisschild auf einen Privatweg

Eine Privatstraße oder ein Privatweg ist allgemein betrachtet ein Verkehrsweg (oder eine Verkehrsfläche), der sich nicht in der Baulast der öffentlichen Hand befindet, sondern im Eigentum einer natürlichen oder juristischen Person. Gegensatz ist die öffentliche Straße.

## Geschichte

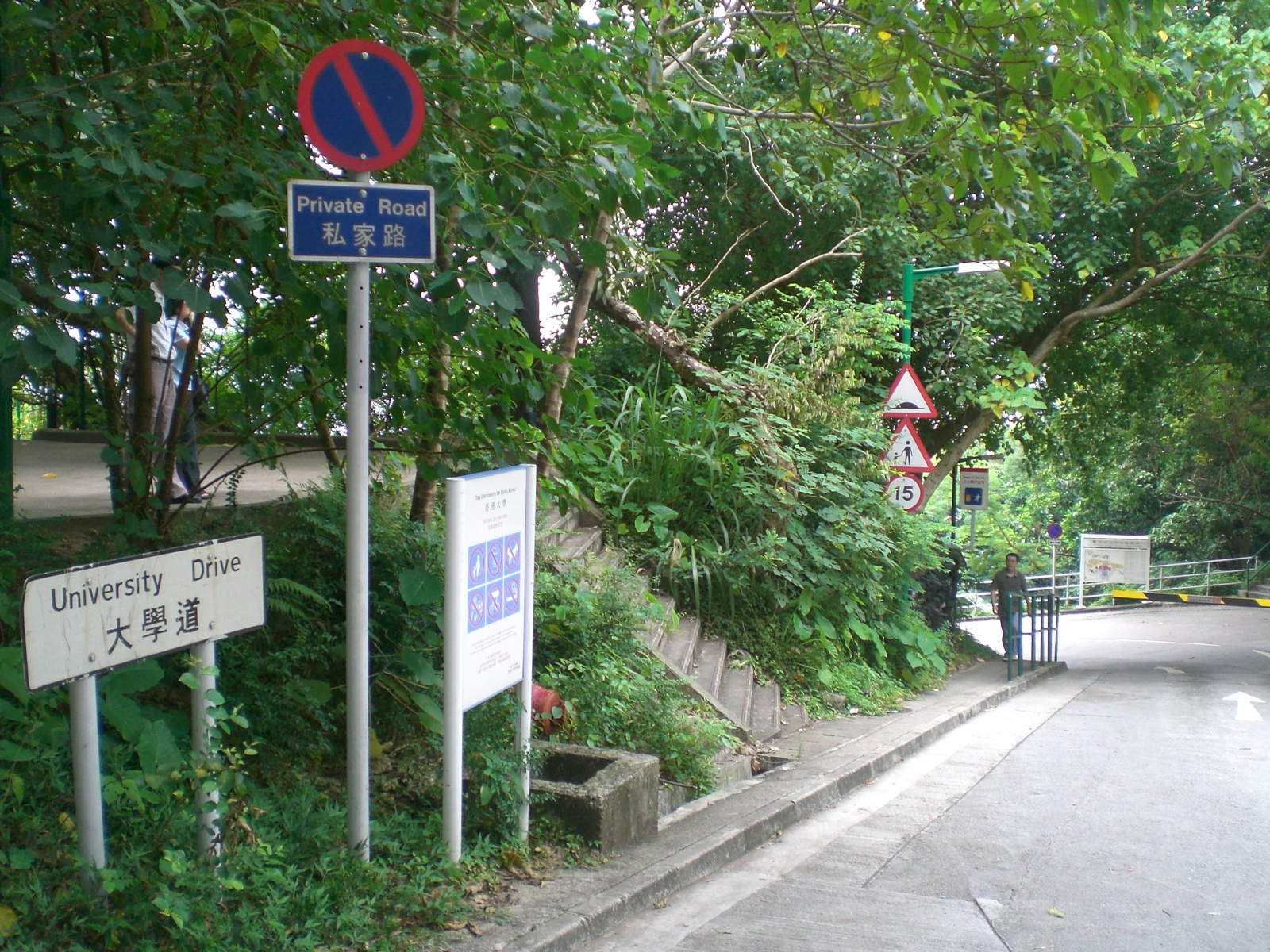
Privatstraße einer Universität

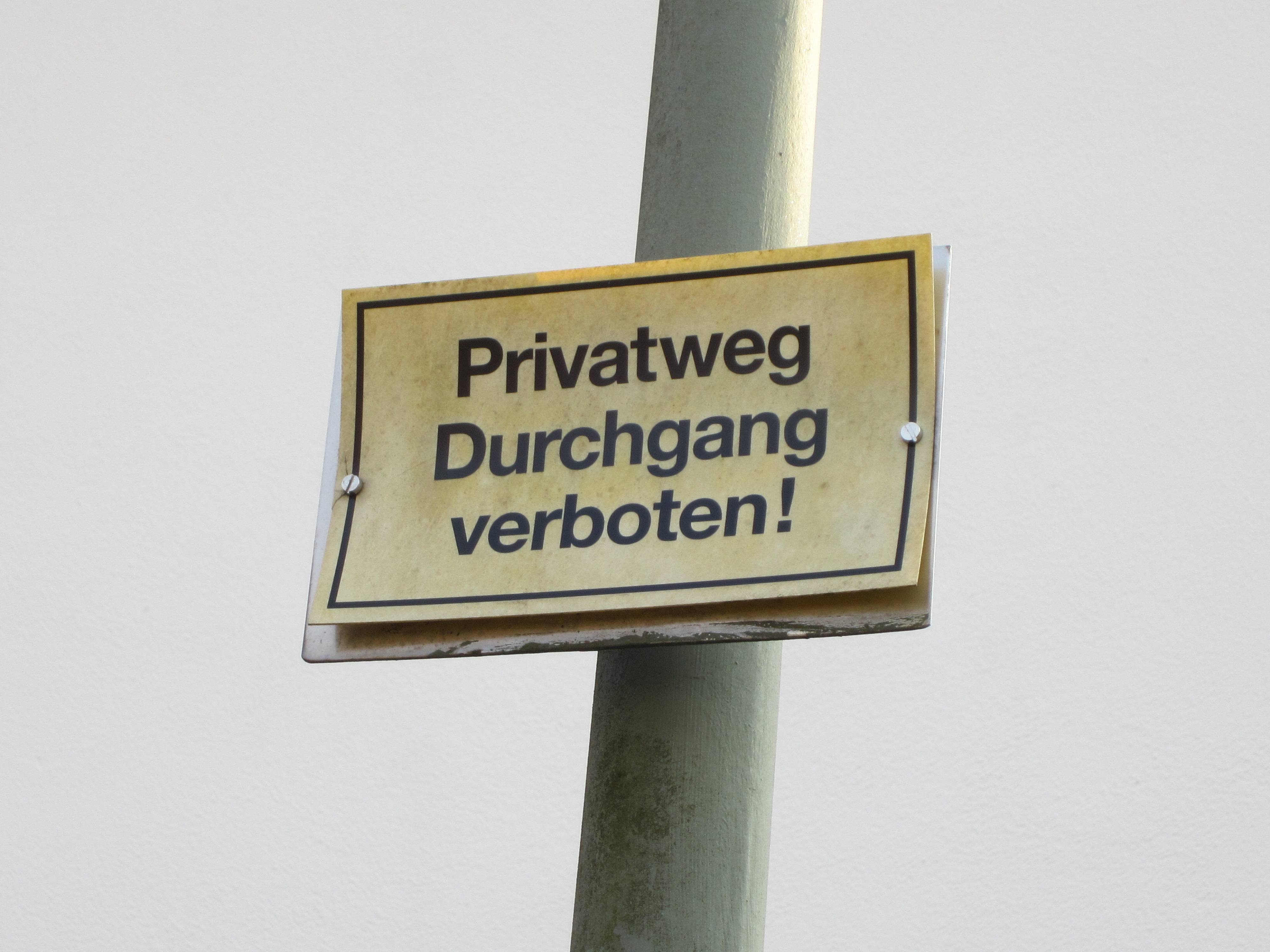
Durchgang-verboten-Schild an einem privaten Fußweg

Privatstraßen oder Privatwege sind Straßen, die sich nicht im Eigentum der öffentlichen Hand befinden. Verantwortlich sind Bauherren, Hausbesitzer oder Investoren. Privatstraßen gab es schon in der Gründerzeit, so wurden in Berlin schon um 1900 anzulegende Straßen von Anliegern oder Grundstückseigentümern angelegt, um ihre Bauvorhaben umzusetzen. Beispiele dafür finden sich unter den für Berlin aufgeführten Straßen und auch in anderen Großstädten jener Zeit. Blockinnenräume von Wohnanlagen wie dem Helenenhof in Berlin-Friedrichshain oder Riehmers Hofgarten in Berlin-Kreuzberg wurden über Privatwege erschlossen. Zufahrtswege zu Tiefgaragen oder Grundstücken sind heute oft in Neubaugebieten als Privatstraßen ausgewiesen, beispielsweise finden sich im Berliner Neubaugebiet Karow-Nord Quer- und Zufahrtsstraßen, die als Privatstraßen gekennzeichnet sind, aber nicht mit Absperrschranken vom sonstigen Verkehr ausgeschlossen sind. Um das Wegerecht gegen Außenstehende durchzusetzen gibt es andererseits Wohnanlagen mit Absperreinrichtungen (Schranken, Zauntore) an Straßen, die jedoch gewidmet sind und im amtlichen Verzeichnis genannt werden. Eigentliche Privatstraßen entstehen, wenn sie für die Allgemeinheit keinen Nutzen haben, weshalb sich die öffentliche Hand nicht an den  Erschließungs- und Unterhaltskosten beteiligen will. So sind die Privatstraßen nicht im Straßenreinigungsregister erfasst. Der Eigentümer (landeseigene Wohnungsbaugesellschaften, private Bauherren, Terraingesellschaften) muss den ordnungsgemäßen Zustand erhalten und Kosten für Reinigung, Schneeräumung und Instandhaltung tragen und darf so seine Straße ganz oder teilweise für die öffentliche Nutzung sperren. Es kann allerdings zu Überschneidungen kommen, so wurden im Berliner Bezirk Pankow Straßen zu Privatstraßen erklärt, während der Eigentümer wiederum der Bezirk ist. In neuerer Zeit setzt sich der Trend durch, das Wegerecht an Privatstraßen in öffentlicher Hand nicht einzuschränken oder auf Anliegerwunsch Straßen in Wohnsiedlungen zu widmen, sie aber andererseits als Privatstraßen zu klassifizieren.

## Rechtlicher Hintergrund
Die rechtlichen Regelungen und Bestimmungen von öffentlichen Straßen und Privatstraßen sind im deutschen Sprachraum im Wesentlichen einheitlich gestaltet. In Deutschland und Österreich gilt das Straßen- und Wegerecht, das in den Straßengesetzen des Bundes und der Länder festgelegt ist. In der Schweiz wird das Straßen- und Wegerecht in der Bundesverfassung, dem Bundesgesetz über die Nationalstraßen sowie in kantonalen Straßengesetzen geregelt.
Privatstraßen werden nicht förmlich gewidmet und unterliegen damit nicht dem Straßen- und Wegerecht, wie es für öffentliche Straßen Gültigkeit besitzt. Verantwortlich für den Bau und den Unterhalt der Privatstraße ist der private Eigentümer und ihm obliegt die Verkehrssicherungspflicht. „Reine“ Privatstraßen sind in der Regel nicht für die Nutzung durch die Allgemeinheit freigegeben und werden entsprechend gekennzeichnet oder abgesperrt.   
Ein Grenzfall sind „fast-öffentliche Straßen“, die zwar für die Allgemeinheit zur Benutzung freigegeben sind, sich jedoch in privatem Eigentum befinden. Dabei handelt es sich beispielsweise um Zufahrten und Parkplätze von Einzelhandelsgeschäften oder öffentlichen Einrichtungen. Aufgrund der fehlenden Straßenwidmung gilt das Straßen- und Wegerecht in diesem Fall nicht, jedoch gilt durch die Nutzung von der Allgemeinheit das Straßenverkehrsrecht. Diese Form der (allgemein nutzbaren) Privatstraße steht in der Kritik der 2010er Jahre, da zunehmend Kommunen versuchen den öffentlichen Haushalt zu entlasten, indem die Kosten an den Eigentümer der Straßen übergehen.

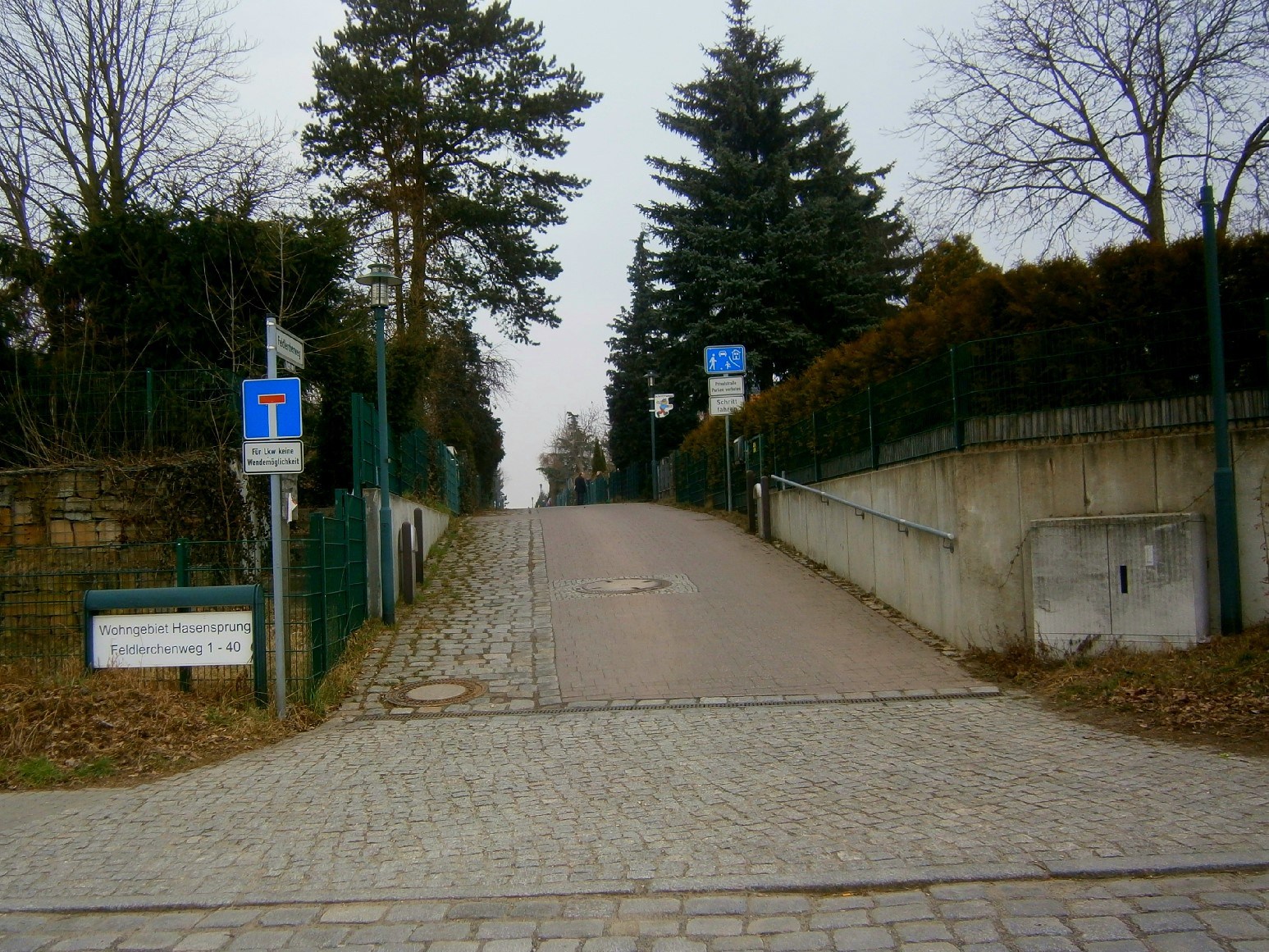
Halböffentliche Privatstraße mit Beschränkung des Parkens, da Anlieger Parkflächen auf dem Grundstück haben.

Privatstraßen oder Privatwege sind Straßen, die sich nicht im Eigentum der öffentlichen Hand befinden, sondern Bauherren, Hausbesitzern oder Investoren gehören. Sie sind nicht etwa eine Folge der zunehmenden Privatisierung der Stadt, es gab sie schon zur Gründerzeit. Heutzutage haben viele Neubaugebiete Privatstraßen, häufig sind es Zufahrtswege zu Tiefgaragen oder Grundstücken. Weil sie somit für die Allgemeinheit keinen Nutzen haben, beteiligt sich die öffentliche Hand nicht bei den Kosten für Erschließung und Unterhalt. Der Eigentümer ist verpflichtet, sich um den ordnungsgemäßen Zustand zu kümmern, er muss die Kosten für Reinigung, Schneeräumung und Instandhaltung tragen. Dafür steht es ihm frei, seine Straße ganz oder teilweise für die öffentliche Nutzung zu sperren. Einige Privatstraßen sind ausschließlich Anwohnern vorbehalten, andere lassen auch öffentlichen Verkehr zu.
Das Baurecht sieht vor, dass jedes Grundstück von einer öffentlichen Straße erschlossen sein muss. Ist dies nicht möglich, weil es sich beispielsweise um ein Hinterliegergrundstück handelt, so erfolgt die Zuwegung in der Regel über einen privaten Weg eines anderen Grundstückes. In diesem Fall muss als privatrechtliche Regelung zwischen Grundstückseigentümern eine  Grunddienstbarkeit eingerichtet werden, um dem Eigentümer des nicht erschlossenen Grundstücks die Nutzung des Privatweges des anderen Eigentümers zu ermöglichen und ihm damit die Zuwegung dinglich zu sichern. Öffentlich-rechtlich muss die Erschließung durch eine Baulast auf demjenigen Grundstück gesichert werden, das der Zuwegung des nicht erschlossenen Grundstücks dient.

### Bundesprivatstraße (Deutschland)
Als Bundesprivatstraße wird die Roßfeldhöhenringstraße (verwaltungsintern und auf den Stationstafeln B 999) geführt. Sie steht im Eigentum des Bundes, ist aber mautpflichtig und ist im Sinn des § 1 Abs. 1 Satz 1 Bundesfernstraßengesetz nicht dazu bestimmt, einem weiträumigen Verkehr zu dienen. Der Begriff ist gesetzlich nicht definiert. Die Verwaltung erfolgt durch das Staatliche Bauamt Traunstein.